# Heliophanus lawrencei
Heliophanus lawrencei este o specie de păianjeni din genul Heliophanus, familia Salticidae, descrisă de 1986. Conform Catalogue of Life specia Heliophanus lawrencei nu are subspecii cunoscute.